# My Wicked Heart
"My Wicked Heart" é uma canção da artista musical britânica Diana Vickers. Foi lançado em versão digital em 17 de outubro de 2010 e em edição física em 1 de novembro de 2010 pela RCA Records no Reino Unido. Escrita e produzida por Vickers, Dee Adam e James Earp, o single foi inspirado em artistas da indie music incluindo The xx e The Doors e apresenta Vickers tocando trompete. Vickers realizou a única apresentação ao vivo na sétima temporada do The X Factor em 17 de outubro de 2010. "My Wicked Heart" recebeu sucesso comercial, chegando ao número treze na UK Singles Chart tornando-se a segunda entrada de Vickers entre os vinte postos na tabela de singles. A faixa não foi incluída em nenhum álbum devido a decisão de Vickers de sair da gravadora.

## Antecedentes e lançamento
Em 2 de setembro de 2010, vários veículos de comunicação informaram que Vickers iria relançar seu álbum de estreia, numa edição deluxe com material extra. Na sequência deste anúncio, Vickers afirmou que seu novo single seria intitulado "My Wicked Heart" e um vídeo contendo um curto trecho da canção foi carregado no YouTube. Em 12 de setembro, a BBC Radio 1 estreou a faixa, recebendo críticas positivas, principalmente devido ao seu ritmo alegre. Popjustice ainda comentou, elogiando-a no meio de oitavo segmento; "É um pouco maluco e bastante surpreendente." Em 2 de outubro, mês seguinte, Vickers revelou o vídeo musical para o single, que estreou na ITV2. De acordo com Vickers, a canção é sobre "alguém que você está apaixonada por meses e meses, e você realmente quer ter ele, mas não pode tê-lo - seja porque ele está em um relacionamento ou se você estiver em um relacionamento."

## Controvérsia
Em 16 de outubro de 2010, foi relatado que a Warner Music Group estaria considerando uma ação legal sobre semelhanças entre o refrão de "My Wicked Heart" com "Under the Bridge", canção do Red Hot Chili Peppers. Vickers afirmou que tinha escutado "Under the Bridge" pouco antes de escrever o refrão de "My Wicked Heart", e admitiu que tinha notado a semelhança, mas decidiu não fazer alterações. No entanto, Vickers defendeu esta decisão afirmando que é apenas um "pequeno trecho com diferentes acordes". Posteriormente, a canção foi removida da iTunes Store.

## Faixas e formatos
- Download digital[6]

1. "My Wicked Heart" – 2:56
2. "My Wicked Heart" (versão acústiva em Campfire) – 3:43

- CD single[7]

1. "My Wicked Heart" – 2:56 (Vickers, Adams)
2. "The Way You Say It (Demo)" (Vickers, Chris Braide)
3. "My Wicked Heart (Gareth Wyn Remix)"
4. "My Wicked Heart (Blackbox Remix)"

## Desempenho nas paradas musicais
| Tabela musical (2010)                       | Melhor posição |
| ------------------------------------------- | -------------- |
| Europa (Billboard European Hot 100 Singles) | 42             |
| Irlanda (IRMA)                              | 22             |
| Escócia (Scottish Singles Chart)            | 12             |
| Reino Unido (UK Singles Chart)              | 13             |